# James Papez

Krąg Papeza (model heurystyczny; zob. też Christfried Jakob – dorobek naukowy)

James Wenceslas Papez (ur. 18 sierpnia 1883 w Glencoe (Minnesota), zm. 13 kwietnia 1958 w Nowym Jorku) – amerykański neuroanatom.

## Życiorys
Ukończył medycynę na University of Minnesota College of Medicine and Surgery.
W 1937 roku opisał zamkniętą nerwową drogę w mózgowiu, odpowiedzialną za korową kontrolę emocji oraz za pamięć, nazwaną później na cześć odkrywcy kręgiem Papeza.
Krąg Papeza był przez wiele lat punktem wyjścia do trwających badań organizacji i funkcji układu limbicznego. W publikacjach naukowych dotyczących neuroanatomii, neurofizjologii i neuropsychologii J.W. Papez jest wymieniany wśród znanych twórców tych dziedzin, takich jak Christfried Jakob („mózg trzewny”), Paul Broca, Paul D. MacLean (teoria „Triune brain”) i innych.

## Publikacje
(wg źródeł)
- Anatomy of the upper extremity (1932)
- A Summary of Fiber Connections of the Basal Ganglia with Each Other and with Other Portions of the Brain (1941)